# 仲井宗基
仲井 宗基（なかい むねもと、1970年5月3日 - ）は、大阪府大阪市出身の日本の高校野球指導者及び社会科教諭。

## 経歴
高校時代は、大阪府の桜宮高校で主将として活躍し、3年夏の大阪府大会では準優勝の成績を修める。
高校卒業後は、東北福祉大学に進学。大学では副主将として活躍し、2年次は全日本大学野球選手権大会で優勝を経験。
高校、大学を通じての2学年先輩に同じ捕手の矢野燿大、1学年先輩に斎藤隆、金本知憲らが、1学年後輩に荒木準也（日大山形高監督）がいた。
大学卒業後は、野球部コーチを経て青森県の光星学院高校に社会科教諭として着任し、野球部のコーチや部長を経て、2010年3月30日に監督・金沢成奉が退任し4月1日付で監督に就任することが発表された。翌年の2011年夏の大会で準優勝。2012年には春夏通じて準優勝の成績を修めた。2019年には第29回WBSCU-18ベースボールワールドカップ日本代表チームのコーチを務めている。2022年夏開催の第104回全国高等学校野球選手権大会に青森県代表として八戸学院光星高校を率いて出場。同大会にはかつての同校野球部監督を務めた、明秀日立高校を率いる金沢成奉が共に出場している。

## 著名な教え子
- 洗平竜也
- 根市寛貴
- 松崎伸吾
- 下沖勇樹
- 川上竜平
- 北條史也
- 田村龍弘
- 呉屋開斗
- 八木彬
- 田城飛翔
- 武岡龍世
- 伊藤大将
- 六埜雅司